# Barrel of Batteries
Barrel of Batteries är en EP från 2008 av indierockbandet The War on Drugs och gavs ut av skivbolaget Secretly Canadian. Detta var The War on Drugs första utgivande av musik och EP.

## Låtlista
1. Set Yr Sights – (0:50)
2. Arms Like Boulders – (5:27)
3. Pushing Corn – (4:04)
4. Toxic City #26 – (0:19)
5. Buenos Aires Beach – (3:29)
6. Sweet Thing Reprise – (0:44)

Källa: 

### Fotnoter
1. 1 2  ”The War on Drugs | Barrel of Batteries”. SecretlyCanadian.com. Arkiverad från originalet den 15 mars 2015. https://web.archive.org/web/20150315184721/http://secretlycanadian.com/onesheet.php?cat=SC179. Läst 7 mars 2015.